# Willy Van Gerven
Willy Joseph Antoine Marie Van Gerven, né le 8 septembre 1897 à Essen et décédé le 23 juillet 1969 à Saint-Nicolas fut un homme politique belge, membre du CVP.
Van Gerven fut docteur en droit et en philiologie et lettres (1919, université catholique de Louvain); avocat; bâtonnier du barreau de Termonde.
Il fut élu sénateur de l'arrondissement de Termonde-Saint-Nicolas (1946-58).
Commandant de bataillon de l'Armée secrète et résistant, il fut décoré de la médaille commémorative de la guerre 1940-1945; créé officier, puis chevalier de l'ordre de la Couronne, commandeur, officier et chevalier de l'ordre de Léopold; Croix de guerre 1940-1945; commandeur de l'ordre de Léopold II; médaille de la Résistance 1940-1945.

## Généalogie
- Il fut fils du couple Van Gerven-Fierens.
- Il se maria en 1927;
  - Ils eurent trois enfants : Guido (°1930), Walter (°1935) et Marie-Thérèse (°1942).

## Sources
- Bio sur ODIS